# Fiat Viaggio
O Viaggio é um modelo da Fiat, com lançamento em 2013, que fora desenvolvido a partir do Dodge Dart, foi um dos primeiros produtos que Fiat e Dodge desenvolveram juntas. Chegou-se a dar conta de que seria vendido no Brasil entre o final de 2013 e o início de 2014 sob o nome de Fiat Tempra, dada a dificuldade da pronúncia do nome original em português e do duplo sentido da sonoridade do nome. Deste modo, também, a Fiat ressuscitaria seu antigo sedã médio, fabricado entre 1992 e 1999. Recentemente, a Fiat apresentou a versão hatchback do modelo, o Fiat Ottimo. Até hoje, porém, tal expectativa não se concretizou.